# Kabinett Orsi
Das Kabinett Orsi bildet seit dem 1. März 2025 die Regierung von Uruguay. Es wurde nach den Wahlen in Uruguay 2024 gebildet und löste das Kabinett Lacalle Pou ab.

## Kabinettsmitglieder
| Amt                                                   | Bild | Name                               | Partei        |
| ----------------------------------------------------- | ---- | ---------------------------------- | ------------- |
| Präsident                                             |      | Yamandú Orsi                       | Frente Amplio |
| Vizepräsidentin                                       |      | Carolina Cosse                     | Frente Amplio |
| Minister für Umwelt                                   |      | Edgardo Ortuño                     | Frente Amplio |
| Ministerin für Nationale Verteidigung                 |      | Sandra Lazo                        | Frente Amplio |
| Minister für soziale Entwicklung                      |      | Gonzalo Civila                     | Frente Amplio |
| Minister für Wirtschaft und Finanzen                  |      | Gabriel Oddone                     | Frente Amplio |
| Minister für Bildung und Kultur                       |      | José Carlos Mahía                  | Frente Amplio |
| Minister für Viehzucht, Landwirtschaft und Fischerei  |      | Alfredo Fratti                     | Frente Amplio |
| Ministerin für Industrie, Energie und Bergbau         |      | Fernanda Cardona                   | Frente Amplio |
| Innenminister                                         |      | Carlos Negro                       | Unabhängig    |
| Außenminister                                         |      | Mario Lubetkin                     | Frente Amplio |
| Ministerin für öffentliche Gesundheit                 |      | Cristina Lustemberg                | Frente Amplio |
| Minister für Arbeit und soziale Sicherheit            |      | Juan Castillo                      | Frente Amplio |
| Ministerin für Verkehr und öffentliche Arbeiten       |      | Lucía Etcheverry                   | Frente Amplio |
| Minister für Tourismus                                |      | Pablo Menoni                       | Frente Amplio |
| Ministerin für Wohnungsbau und Landverwaltung         |      | Cecilia Cairo (bis 17. April 2025) | Frente Amplio |
| Ministerin für Wohnungsbau und Landverwaltung         |      | Tamara Paseyro (ab 21. April 2025) | Frente Amplio |
| Sekretär der Präsidentschaft der Republik             |      | Alejandro Sánchez                  | Frente Amplio |
| Leiter des Büros für Planung und Haushalt             |      | Rodrigo Arim                       | Unabhängig    |
| Sekretär für Sport                                    |      | Alejandro Pereda                   | Unabhängig    |
| Sekretär für Wissenschaft, Technologie und Innovation |      | vakant                             |               |